# Кринс
Кринс (на немски: Kriens, на немски се изговаря по-близко до Крийнс) е курортен град в Централна Швейцария, окръг Люцерн на кантон Люцерн. Разположен е до южната част на Люцерн. Получава статут на град през 1291 г. Има жп гара. Населението му е 25 893 души по данни от преброяването през
2008 г.

## Спорт
Представителният футболен отбор на града се казва ШК Кринс. Дългогодишен участник е във второто ниво на швейцарския футбол Швейцарската чалъндж лига.